# São Torcato
São Torcato é uma vila portuguesa sede da Freguesia de São Torcato do Município de Guimarães, freguesia com 10,39 km² de área e 3 345 habitantes (censo de 2021), tendo, assim, uma densidade populacional de 321,9 hab./km².
A povoação sede da freguesia e que lhe deu o nome foi elevada à categoria de vila pela lei n.º 78/95 de 30 de Agosto de 1995.
A freguesia constituiu, até ao início do século XIX, o couto de São Torcato.
O seu orago é o próprio São Torcato, cujas relíquias (o seu corpo conservado, segundo a expressão popular, incorrupto) são veneradas no Santuário de São Torcato, situado nesta freguesia.

## Património
- Capela de São Torcato ou Igreja do Mosteiro de São Torcato[7]
- Santuário de São Torcato ou Basílica de São Torcato

A freguesia possui também uma igreja românica.

## Demografia
A população registada nos censos foi:
| Distribuição da População por Grupos Etários | Distribuição da População por Grupos Etários | Distribuição da População por Grupos Etários | Distribuição da População por Grupos Etários | Distribuição da População por Grupos Etários |
| -------------------------------------------- | -------------------------------------------- | -------------------------------------------- | -------------------------------------------- | -------------------------------------------- |
| Ano                                          | 0-14 Anos                                    | 15-24 Anos                                   | 25-64 Anos                                   | > 65 Anos                                    |
| 2001                                         | 720                                          | 561                                          | 1963                                         | 380                                          |
| 2011                                         | 473                                          | 446                                          | 1944                                         | 510                                          |
| 2021                                         | 347                                          | 380                                          | 1917                                         | 701                                          |

## Tradições
São Torcato tem algumas tradições:

### Feira dos 27
A primeira festa do ano é realizada a 27 de fevereiro (feriado na vila), conhecida geralmente como a “Feira dos 27”. Esta festa é já um marco importante na história da vila. A sua origem não é ao certo conhecida, mas sabe-se que são festejos de idade secular. Estes festejos levam à Vila de São Torcato milhares de forasteiros, e do programa consta habitualmente a bênção dos animais, uma feira franca e um concurso pecuário.

### Romaria Pequena
Em 15 de maio realiza-se a pequena romaria. Esta consta de uma romagem à capela onde foi encontrado o Santo. Após a Eucaristia realiza-se um arraial com cantares ao desafio e danças populares. É também habitual, as pessoas beberem água da fonte do santo, como cura para certos males.

### Romaria Grande

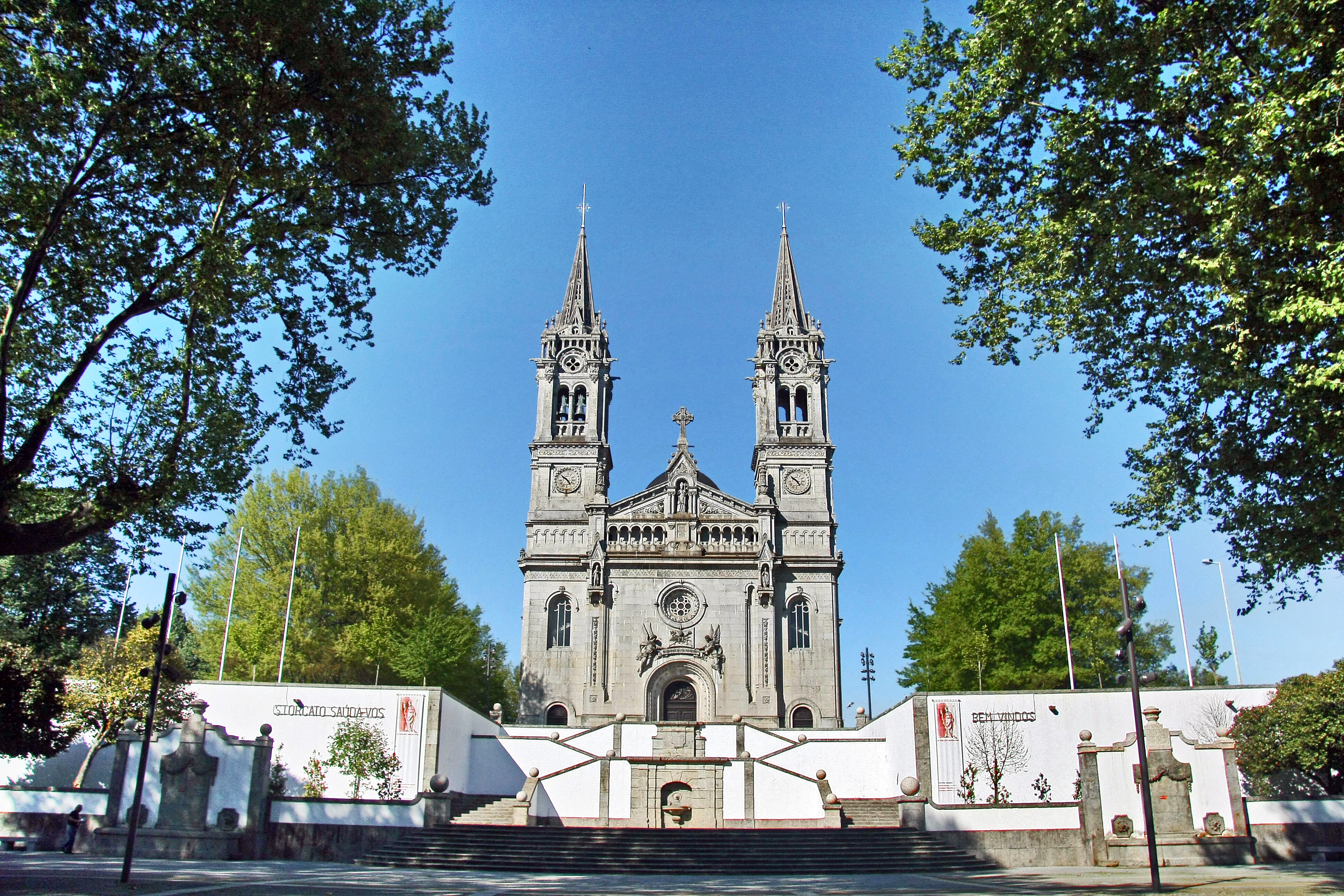
O Santuário de São Torcato.

No entanto, uma das tradições mais conhecidas é a de realizar todos os anos, no primeiro domingo de julho, aquela que era chamada de "a maior romaria do Minho".
Estes festejos têm geralmente a duração de quatro dias (quinta, sexta, sábado e domingo). Na sexta-feira e sábado à noite, podem ser observados grandiosos espectáculos pirotécnicos, sendo que o espectáculo de sábado chega a completar quase hora e meia de duração, durante a qual se pode observar fogo cruzado de jardim, fogo preso e fogo de canas.
No domingo, às 11 da manhã realiza-se a Solene Eucaristia, no Santuário de São Torcato. Já de tarde (por volta das 17:30 horas, geralmente) assiste-se à grandiosa procissão em honra de São Torcato, a qual é constituída por carros alegóricos, figurinos e demais andores. Os carros alegóricos (apenas dois) são tradição única a nível nacional. São enfeitados a cetim, e transportam pequenos grupos de raparigas que cantam cânticos alusivos ao santo.

### Feira da Terra
A Feira da Terra, contém diversas mostras de artesanato e gastronomia, assim como espectáculos culturais. Esta festa tem como objectivo mostrar aos visitantes o processo de fabricação do linho.

### Festa da Juventude
Realiza-se no primeiro fim de semana de Setembro de cada ano.

### Desporto
- Grupo Desportivo União Torcatense
- BTT Torcatense